# Cornelis Cornelisz. de Lange (1586-1653)
Cornelis Cornelisz. de Lange (1586 - 1653) was burgemeester van de Noord-Nederlandse stad Gouda.

## Biografie
De Lange was een telg uit een regentengeslacht, waarvan de leden gedurende drie eeuwen een rol speelden in het stadsbestuur van Gouda. Hij was een zoon van de burgemeester van Vlaardingen Cornelis Cornelisz. de Lange en Burgje Dirksdr. van Vlaardingen. De Lange was van 1630 tot 1633 kolonel van de plaatselijke schutterij van Gouda. Hij maakte van 1635 tot zijn overlijden in 1653 deel uit van de Goudse vroedschap. In die periode vervulde hij diverse bestuurlijke functies. In de jaren 1637, 1638 en 1639 was hij schepen van Gouda. Daarna werd hij viermaal tot burgemeester gekozen en wel in de jaren 1641, 1642, 1651 en 1652. In 1647 was hij fabriekmeester. Hij vertegenwoordigde gedurende twee perioden Gouda in de Admiraliteit van Amsterdam. De eerste periode was van 13 mei 1643 tot 7 mei 1646. De tweede periode begon op 19 januari 1653, maar werd voortijdig beëindigd door zijn overlijden voor 27 maart 1653
De Lange trouwde in 1620 met Aaltje Florisdr. Cincq. Hun zoon Cornelis werd net als zijn vader burgemeester van Gouda.  Een van hun nakomelingen was De Lange van Wijngaarden de latere geschiedschrijver van Gouda, maar die bovenal bekend zou worden als commandant van het vrijcorps van Gouda bij de aanhouding van Wilhelmina van Pruisen bij Goejanverwellesluis.